# Šoštanj
Die Stadt Šoštanj, deutsch Schönstein, ist der Hauptort und Verwaltungssitz der Gemeinde Šoštanj in der historischen Landschaft Untersteiermark (Spodnja Štajerska), heute Region Savinjska in Slowenien.

## Lage

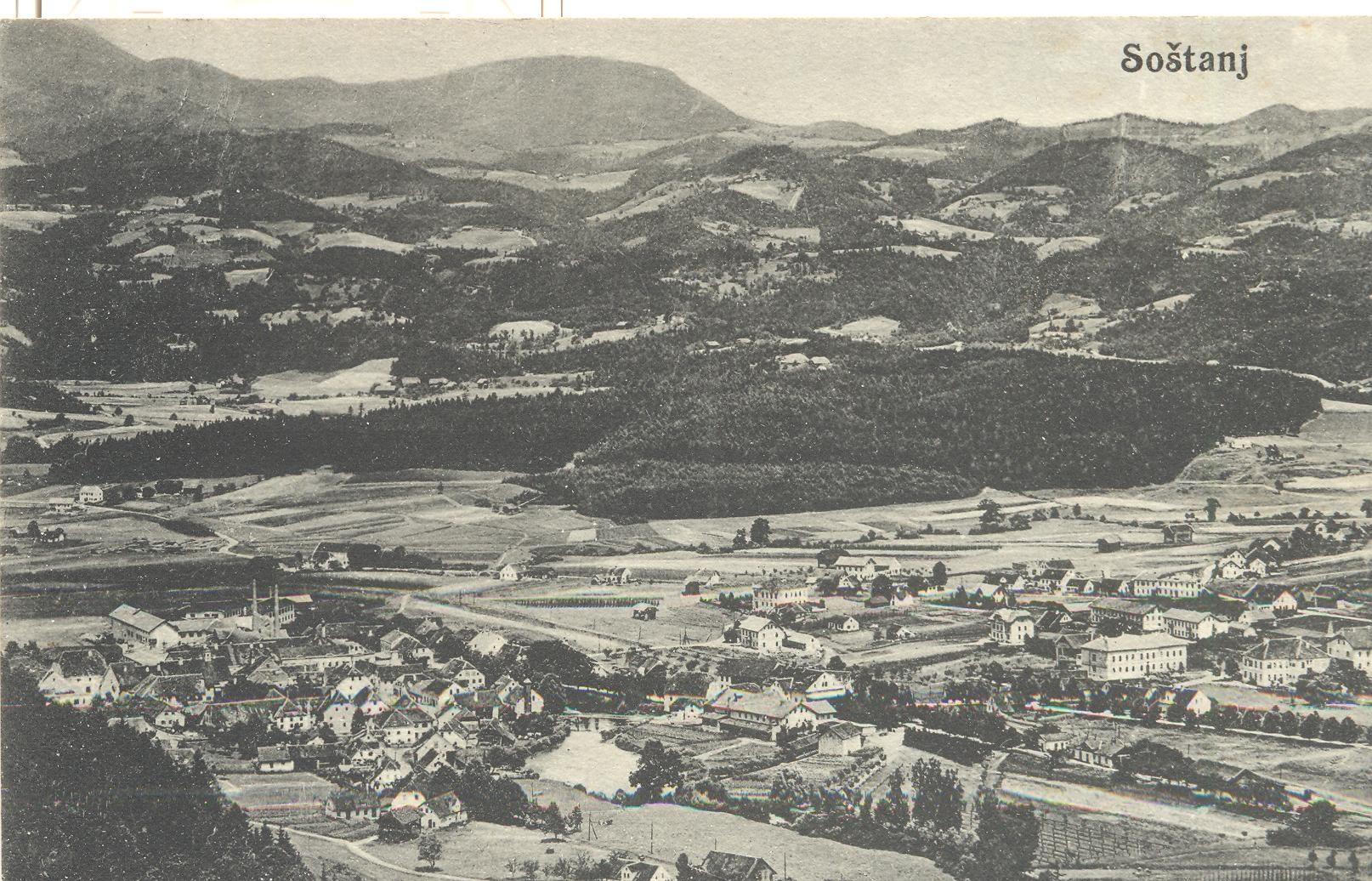
Šoštanj liegt im westlichen Teil des Šalek-Tals (Foto aus den 1930er-Jahren)

Die Stadt Šoštanj liegt im Šalek-Tal (slowenisch: Šaleška dolina, benannt nach der Burg Šalek/Schallegg im Osten der Stadt Velenje), einem etwa acht km langen und zwei km breiten Talbecken mit dem Fluss Paka (Pack). Die Landeshauptstadt Ljubljana befindet sich rund 65 km südwestlich der Stadt.

## Name
Das Wort Šoštanj kommt aus der deutschen Benennung der Stadt – Schönstein. Die Etymologie des deutschen Namens kann man am Wappen der Gemeinde erkennen. Auf der linken Seite des Wappens befindet sich der Habsburgische Adler, der die Verbindung der Stadt zu Österreich und so zu den Habsburgern repräsentiert; die rechte Seite hingegen ist eine Darstellung des Alten Schlosses von Šoštanj. Das ‚schöne‘ Schloss (das Symbol dafür sind die drei roten Steinherzen) stand auf einem Grünen Hügel. Heute kennt man das Schloss unter dem Namen Pusti Grad (auf Deutsch Leeres Schloss).

## Geschichte

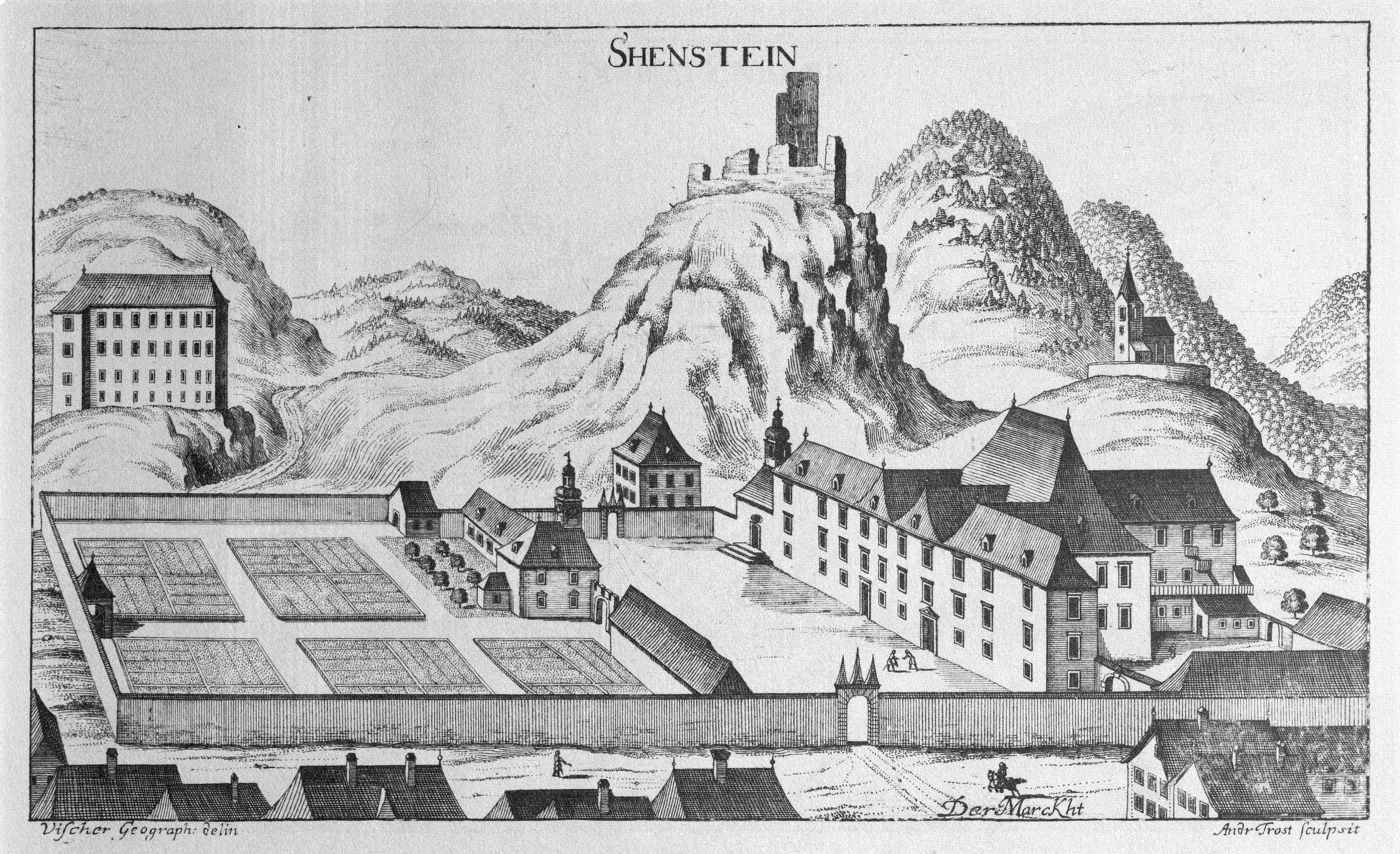
Die drei Schlösser und die Pfarrkirche von Šoštanj.

In der Früheren Antike war das Gebiet von Šoštanj ein Teil des Noricums. Nach der Inkorporation des Königreiches ins Römische Reich bauten die Römer durch das Tal eine Straße und vielleicht sogar einen Post- und Militärstützpunkt namens Upellae. Der genaue Standort dieses Gebäudes ist unbekannt, da das zentrale Gebiet des Tals heute wegen des Kohleabbaus unter Wasser liegt. Eine alte Legende aus dem frühen Mittelalter besagt, dass die ersten Siedler unter der Führung eines Fürsten namens Tresimir die Siedlung Družmirje gründeten. Družmirje ist heute wie Upellae unter Wasser. In Bele Vode (dt. Andrae-Katzenstein) befindet sich die archäologisch wichtige Höhle von Mornova Zijalka, die heute zu einem Touristenpunkt geworden ist. Srečko Brodar fand dort im Jahr 1936 Steinwerkzeug und Artefakte aus Bronze und antike Keramikscherben.

### 12. bis 19. Jahrhundert
Im westlichen Teil des Šaleška-Tals entwickelte sich an der Flussablagerung zwischen der Paka und den 600 m hohen Hügeln südlich die Stadt Šoštanj. Die Burg Šoštanj wird zum ersten Mal im Jahr 1200 erwähnt, Šoštanj als Marktplatz zuerst in Urkunden aus dem Jahr 1348. Die Stadt entwickelte sich in der sicheren Umgebung um das alte Šoštanj-Schloss im Laufe von mehreren Generationen von einem Weiler zu einem Marktplatz. Zu der Entwicklung des Hauptplatzes von Šoštanj trug das alte Stadtschloss, das Amtshaus, bei, das sich am Rand des Marktplatzes befand. Wichtige Gebäude aus dieser Zeit sind das Rathaus mit einem kleinen Türmchen am Dach und das erste Gebäude der Lederfabrik, die die Geschichte der Stadt stark prägte. Am obigen Teil des Markts errichteten die Einwohner von Šoštanj eine Statue der Heiligen Maria, um die Stadt vor Überschwemmungen zu schützen. Am einen Hügel befand sich noch immer das Alte Schloss Šoštanj, das aber im Krieg zwischen den Habsburgern und den Grafen von Cilli zerstört wurde. Auch das im 18. Jahrhundert schon als alt geltende Amtshaus wurde durch einen Brand zerstört. Die adeligen Herrschaften, die in Šoštanj regierten, zogen in das alte Herrenhaus von Turn, das bis zu dieser Zeit als Getreidespeicher der ganzen Stadt diente.
Im Jahr 1635 kam es in Šoštanj zu einem Bauernaufstand, der aber schnell unterdrückt wurde. Im 18. Jahrhundert entwickelte sich eine Industrie zur Herstellung und Bearbeitung von Zink und Quecksilber. Das Bergwerk war bis zum Ersten Weltkrieg im Betrieb. 1788 kam es zu der Gründung der Šoštanj-Lederfabrik, eines der größten Betriebe solcher Art in ganz Europa.

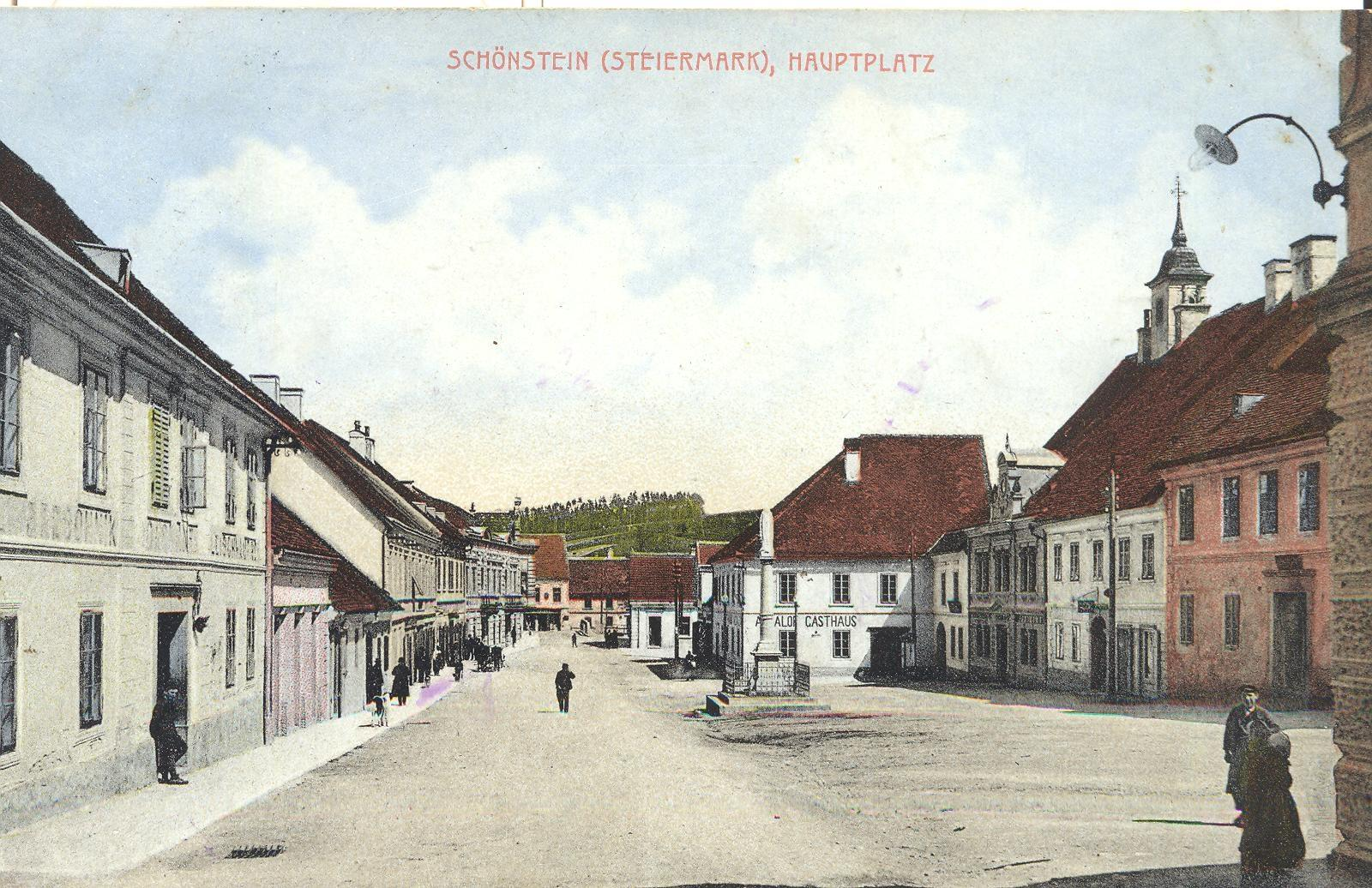
Šoštanj zur Zeit der k.u.k. Monarchie

### 20. Jahrhundert
Im Jahr 1911 wurde Šoštanj durch ein Dekret von Kaiser Franz Joseph I. zur Stadt erhoben. Mit diesem Dekret wurde Šoštanj zu der jüngsten deutschen Stadt im heutigen Grenzgebiet von Slowenien. Während des Krieges war die Stadt ein wichtiges Betriebszentrum der Militärindustrie von Cisleithanien, weil die Lederfabrik wichtige Teile der Ausrüstung der Soldaten, wie z. B. Gürtel, Militärstiefel und andere Lederprodukte, herstellte. Nach dem Krieg, im Zeitalter des Interbellums kam es zu der Slowenisierung von Šoštanj. Zu dieser Zeit war der Staatsanwalt Fran Mayer Bürgermeister, der den Bau der Kanalisation ermöglichte. Bis zum Ende der deutschen Besetzung von Untersteiermark war Šoštanj eines der wichtigsten Industriezentren. Bis zum Zweiten Weltkrieg war Šoštanj das Zentrum des Šalek-Tals. 

In Šoštanj wurden Massengräber aus der Zeit um den Zweiten Weltkrieg gefunden.
Mit der Entwicklung von Velenje nach dem Krieg verlor Šoštanj seinen Platz als eigenständige Gemeinde und war bis 1991 ein Teil der Gemeinde Velenje. 
Danach kam es zu einer Weiterentwicklung der Stadt, doch aus finanziellen Gründen musste man die Vošnjak-Lederfabrik, die größte und eine der ältesten derartigen Fabriken in Slowenien, schließen. Heute ist das Braunkohlekraftwerk in Šoštanj das wichtigste Unternehmen.
| Staat                                                                                     | Zugehörigkeit zur Verwaltungseinheit | von - bis |
| ----------------------------------------------------------------------------------------- | ------------------------------------ | --------- |
| Heiliges Römisches Reich                                                                  |                                      |           |
| Markgrafschaft Steiermark                                                                 | 1164–1180                            |           |
| Herzogtum Steiermark (ab 1282 habsburgisch, 1379/1411–1457 und 1564–1619 Innerösterreich) | 1180–1804                            |           |
| Österreich                                                                                | Herzogtum Steiermark                 | 1804–1867 |
| Österreich-Ungarn                                                                         | Herzogtum Steiermark (Cisleithanien) | 1867–1918 |
| SHS-Staat/Jugoslawien                                                                     |                                      |           |
| Provinz Slowenien                                                                         | 1918–1922                            |           |
| Oblast Maribor                                                                            | 1922–1929                            |           |
| Drau-Banschaft                                                                            | 1929–1941                            |           |
| Deutsches Reich                                                                           | CdZ-Gebiet Untersteiermark           | 1941–1945 |
| Jugoslawien                                                                               |                                      |           |
| Volksrepublik Slowenien - Stadtgemeinde Šoštanj                                           | 1945–1963                            |           |
| Sozialist. Rep. Slowenien - Stadtgemeinde Velenje                                         | 1963–1990                            |           |
| Republik Slowenien - Stadtgemeinde Šoštanj                                                | 1990–1991                            |           |
| Slowenien                                                                                 | Stadtgemeinde Šoštanj                | seit 1991 |

### Theater und Kultureinrichtungen
- Kulturhaus
- Stadtgalerie
- Museum der Lederherstellung (slowenisch Muzej usnjarstva na Slovenskem, seit 2009)[4]
- Villa Mayer

### Sport
- Bergsteigergesellschaft Šoštanj
- Basketballverein Elektra
- Volleyballverein Šoštanj
- Allgemeines Sportverein Šoštanj

### Musik
- Blasorchester Zarja Šoštanj
- Gemischter Chor Svoboda Šoštanj

### Regelmäßige Veranstaltungen
- Faschingparade Šoštanj
- Jährliches Wandern auf dem historischen Wanderweg um Šoštanj

### Andere Einrichtungen
- Bridgeklub des Šalektaals
- Ortsgemeinschaft Šoštanj (Krajevna skupnost Šoštanj)
- Stadtzeitschrift Šoštanjski List

## Wirtschaft, Infrastruktur und Bildung
- Thermoelektrisches Kraftwerk Šoštanj
- Šoštanj ist durch die Bahnstrecke Celje–Šoštanj, einer Verlängerung der heute teils nach dem Zweiten Weltkrieg stillgelegten slowenischen Lavanttalbahn von Dravograd (Unterdrauburg), mit der nächstgrößeren Stadt Celje verbunden.
- Volksschule Šoštanj - die größte Volksschule in Slowenien mit mehr als 800 Schülern.
- Musikschule „Fran Korun Koželski“ Šoštanj

## Sehenswürdigkeiten

### Kavčniks Bauernhof

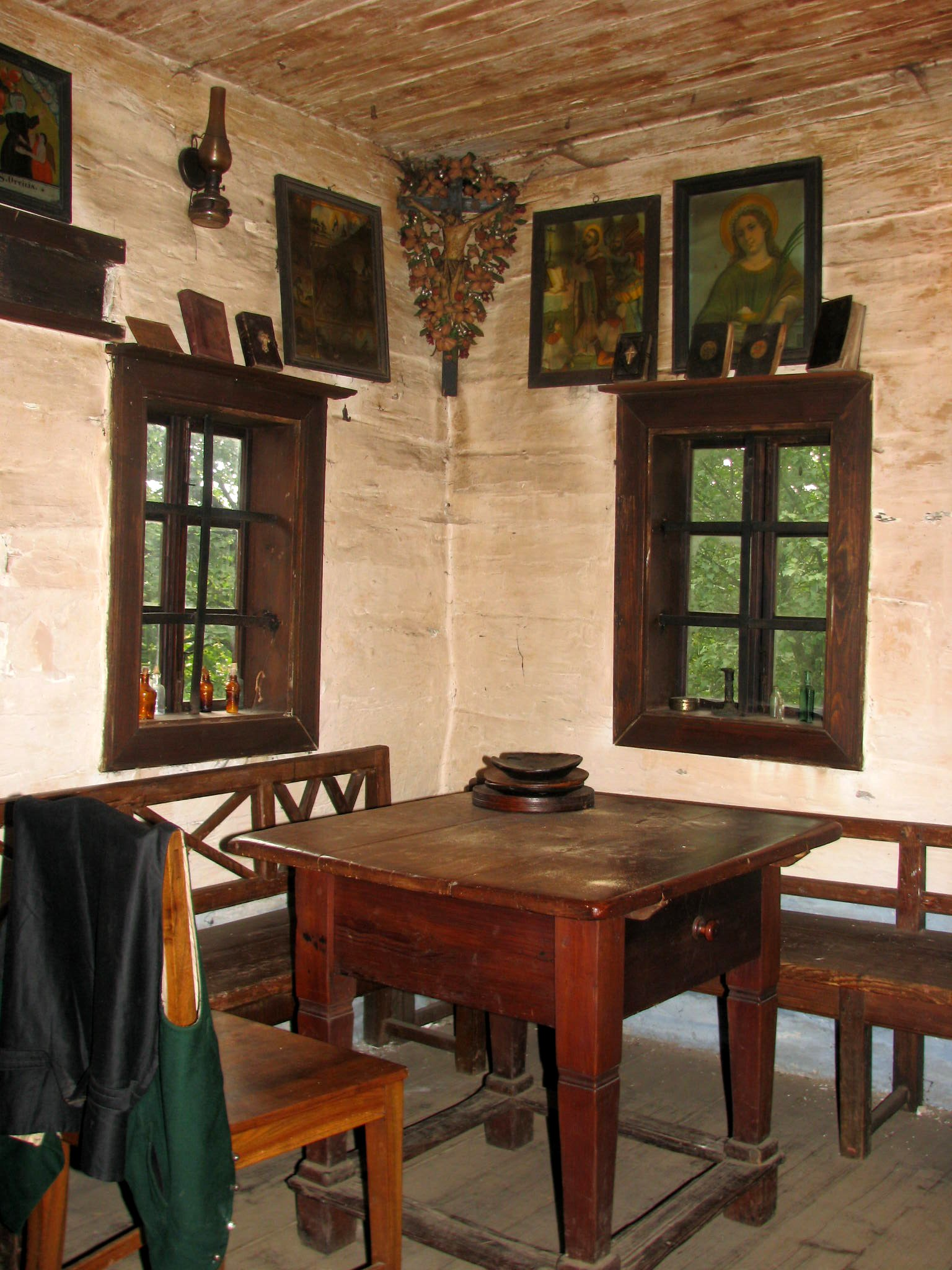
Das Interieur von Kavčniks Bauernhof

Kavčniks Bauernhof ist ein wertvolles Denkmal der slowenischen ländlichen Wohnkultur. Es steht in Zavodnje nad Šoštanjem. Dabei handelt es sich um die südlichste Rauchkammer im Alpenraum. Rauchkammern waren hier zwischen dem 11. und 18. Jahrhundert verbreitet. Weil es in den Rauchkammern oft zu Bränden kam, wurden sie (auch wegen der Verordnungen des Staates) durch Rauchküchen ersetzt. Das Gebäude entstand im 17. Jahrhundert. Als erster Raum wurde die Rauchkammer gebaut. Später wurden andere Teile des Gebäudes zugebaut. Der Keller, der Stall in der Kelleretage und die Rauchkammer sind gemauert; die restlichen Teile des Gebäudes sind aus Holz gefertigt. Das Dach ist mit Dachschindeln bedeckt. Die letzte Einwohnerin hat sich mit Kräuterheilkunde beschäftigt und neben dem Haus steht noch immer ein Kräutergarten. Das Bauernhof wurde bis 1981 bewohnt. Noch heute ist die gesamte originale Ausrüstung erhalten, die mit ihrer Anordnung den Eindruck erweckt, dass das Bauernhof noch immer besiedelt ist.

### Pfarrkirchen
Die Pfarrkirche in der Stadt ist dem Erzengel Michael gewidmet und gehört zu der römisch-katholischen Diözese von Celje. Eine zweite Kirche in der Stadt wurde 1776 an der Stelle eines Vorgängers aus dem 13. Jahrhundert erbaut und ist den Heiligen Hermagoras und Fortunatus gewidmet. Das heutige Gebäude wurde in der zweiten Hälfte des 18. Jahrhunderts gebaut, Vom originalen Gebäude steht nur noch der Glockenturm, der ein Fresko enthält.

### Pusti Grad
Ein populärer Aussichtspunkt, das Schloss Šoštanj, ist eins der Merkmale, das die heutige Stadt Šoštanj prägt. Nachdem das Schloss im 15. Jahrhundert zerstört wurde, blieb es noch immer als eins der Symbole der Gemeinde und der Stadt. Heute steht vom alten Schloss nur noch ein Wehrturm. Wegen der Lagerstätte des Schlosses sind die Ruinen ein populäres Fotomotiv. Ursprünglich nannte man das Schloss Schenstein, heute kennt man es unter dem Namen Pusti Grad (auf Deutsch Leeres Schloss).

### Schloss Gutenbichel

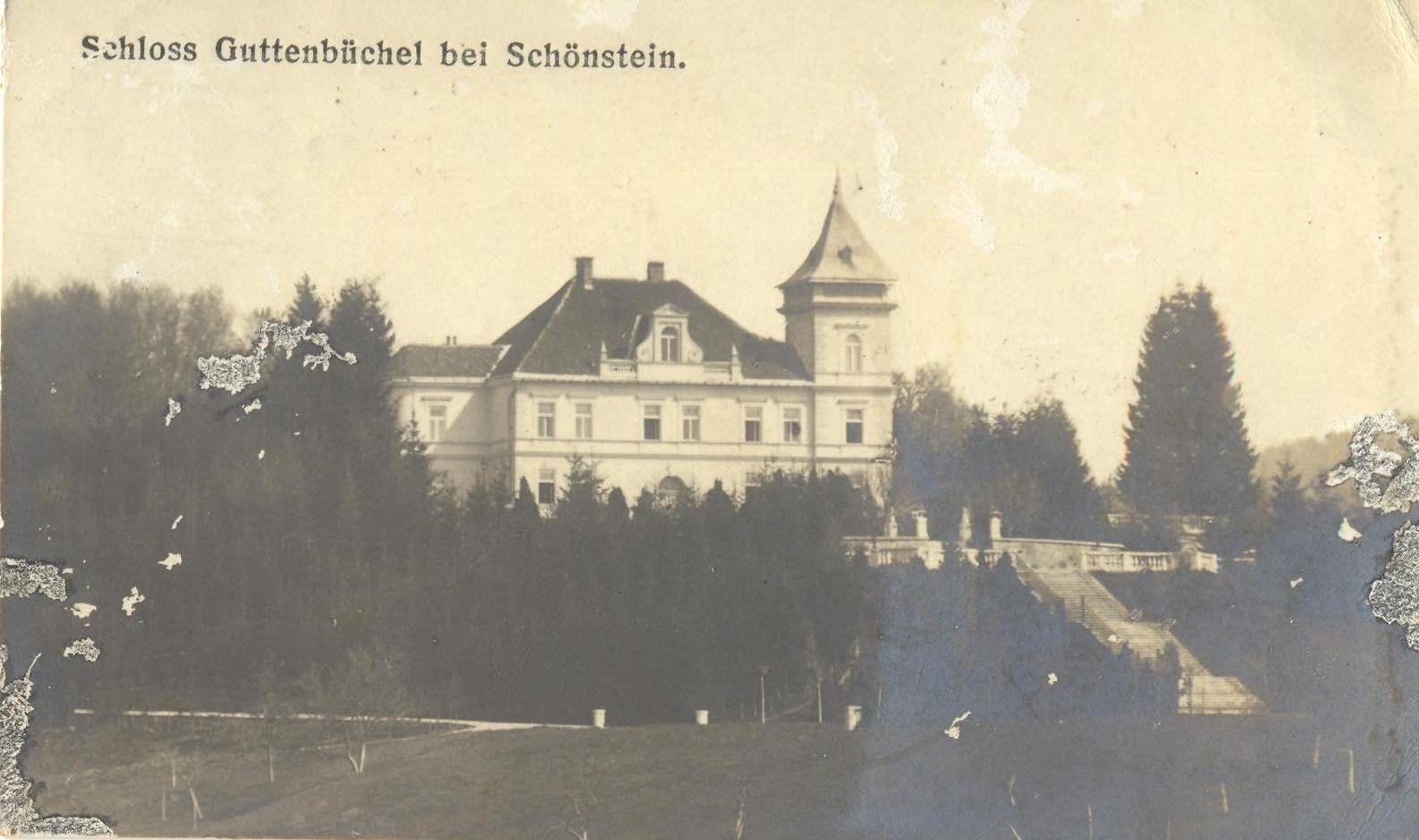
Schloss Gutenbichel bei Schönstein

In Ravne (dt. Gutenbichel), nordwestlich von der Stadt Šoštanj selbst, befindet sich das Herrenhaus von Gutenbichel (auch Gutenpihl, Guetenbicl und Guetenbichel genannt). Das erste Gebäude wurde im 16. Jahrhundert gebaut, und in seiner langen Geschichte hatte das Schloss Gutenbichl viele Besitzer aus deutschen und wendischen Adelsfamilien. Die wichtigsten von denen waren die letzten – die industrielle Familie Vošnjak (in einigen Dokumenten kann man auch die deutsche Version des Namens finden – Woschnagg). Im Jahr 1931 renovierte die Familie Vošnjak das Gebäude komplett. Besonders berühmt war der Park vor dem Schloss. Nach dem Zweiten Weltkrieg kam es zur Nationalisierung vieler Gebäude in ganz Slowenien, und die Vošnjaks verloren das Schloss. Bis zum Jahr 2006 war das Gebäude eine Filialeinrichtung der Psychiatrischen Krankeneinrichtung von Vojnik.

### Slowenisches Lederherstellungsmuseum
Die Lederherstellung war in Slowenien jahrhundertelang traditionell ein wichtiges Gewerbe. Mit der Industrialisierung wuchs dieses Gewerbe teilweise auf industrielles Niveau und bedeutete im 20. Jahrhundert eine wichtige Wirtschaftsbranche. In der Krise der Lederherstellung in der zweiten Hälfte des 20. Jahrhunderts gingen die meisten Industriebetriebe unter. Im Museum der Lederherstellung in Šoštanj wird ein zeitlich geordneter Überblick der 210-jährigen Tradition der Lederherstellung vorgestellt, seit der Gründung von Vošnjaks Lederwerk im Jahr 1788 bis zum Aufstieg zur Großindustrie und Auflösung der Fabrik im Jahr 1999. Die Ausstellung betont die Bedeutung der Familie Vošnjak und den Einfluss der Fabrik auf die wirtschaftliche Entwicklung von Šoštanj, wo der Duft nach Leder die Stadt prägte. Im zweiten Teil der Ausstellung sind die Arbeiterwohnung, das Geschäftsführerbüro, Lujeks Schusterwerkstätte und Ausschnitte aus dem Leben und Schicksal der Industriellen Vošnjaks zu sehen. Die Tätigkeiten der Vereine stellen das kulturelle und gesellschaftliche Leben der Einwohner von Šoštanj und das alltägliche Leben eines Arbeiters und seiner Familie dar.

### Thermen Topolšica

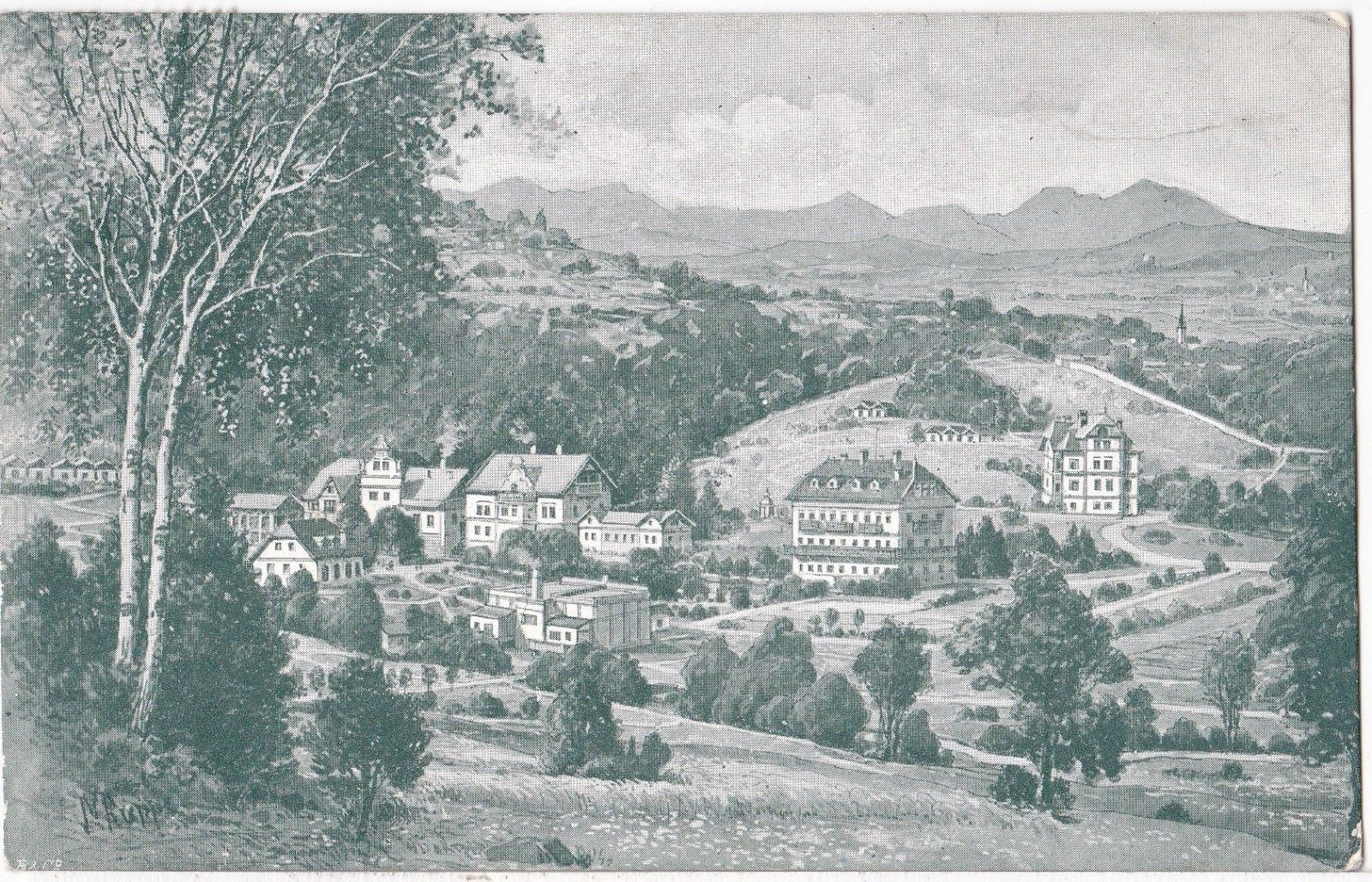
Bad Topolschitz um das Jahr 1918

Die Kraft des Thermalwassers lockte bereits im 16. Jahrhundert Besucher in das Tal Toplice. Die als Florian Heilbad bekannten Thermen wurden im Jahr 1838 für die Öffentlichkeit eröffnet, die Thermalquelle wurde jedoch erst sechs Jahrzehnte später für die Nutzung zu Heilzwecken eingerichtet. Damals wurden auch die ersten Gebäude für Saisongäste errichtet. Zur Jahrhundertwende nahm in Topolšica das fachlich geleitete physikalisch-diätetische Heilbad seine Tätigkeit auf. Josip Vošnjak beschrieb in seinen Memoiren »Spomini« (1905) wie folgt die Zeit des bewegten Lebens in Topolšica:

„Auch ein gewöhnlicher Besucher kann nicht mehr für 3 Kreuzer baden. Das ehemalige Idyll mit einfacher Bauernkost für Menschen mit kräftigen Sinnen musste dem modernen Kurbad für moderne Neurastheniker weichen. Hier laufen vom Großstadtleben übersättigte männliche und weibliche Personen barfuß auf den Sandwegen herum, lassen sich von den Sonnenstrahlen braten und schlafen in offenen Hütten, um ihre zerfetzten Sinne wenigstens für die Zeit bis zur nächsten Saison in Ordnung zu bringen.“

In den Achtzigerjahren erwuchs auf der Grundlage der Kurtradition ein moderner Kur-Tourismuskomplex mit einem hochwertigen Hotel- und gastgewerblichen Angebot sowie zahlreichen Aktivitäten im Bereich des Freizeitsports und anderen begleitenden Aktivitäten. Die Thermen Topolšica ziert eine beneidenswerte Tradition der Heilkur und Heilkunde, die letzten Modernisierungen verwandelten das Heilbad in ein prachtvolles Thermal-Tourismuskomplex.

### Villa Mayer

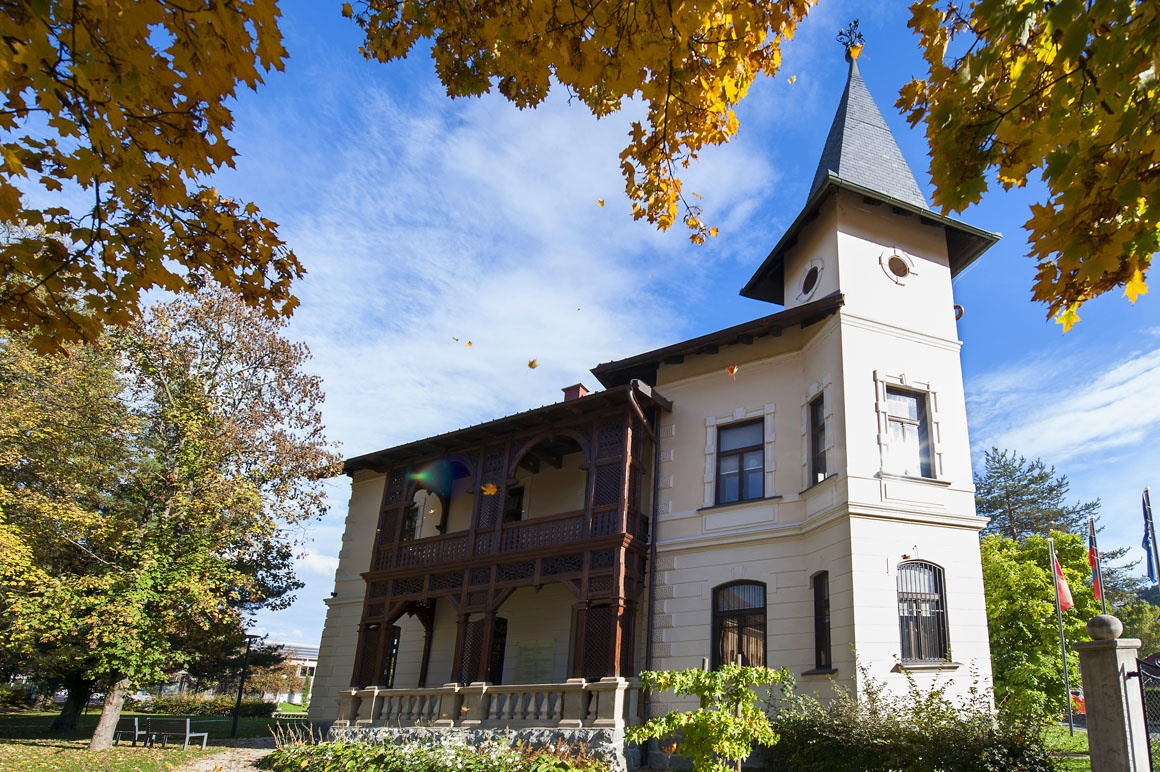
Die Villa Mayer heute

Der Anwalt Fran Mayer (1866–1940), für Šoštanj eine wichtige und einflussreiche öffentliche Persönlichkeit, ließ im Jahr 1897 die nach ihm benannte Villa Mayer bauen. Die Villa wurde als Wohnobjekt mit dazugehörigem Anwaltsbüro und Park errichtet. Der Garten mit dem Park war vor dem Zweiten Weltkrieg, in dem er ziemlich stark beschädigt wurde, in englischem Stil ausgelegt, in den 1970er Jahren wurde sein Umfang durch den Bau der Schulturnhalle um ein Viertel reduziert. Die Gemeinde Šoštanj hat die Villa mit dem Garten auf Grund der fachlichen Grundlagen der Anstalt zum Schutz des Kulturerbes Sloweniens, Regionaleinheit Celje, zum Kulturdenkmal von lokaler Bedeutung (EŠD 16635) erklärt. Die Anstalt erstellte 2007 das Konservatorprogramm für die Renovierung der Villa und des Gartens, das im Mai 2009 begonnen wurde.
Die Dauersammlungen in der Villa Mayer sind die Bildhauersammlungen des akademischen Bildhauers, des Landmanns Ivan Napotnik, eine Auswahl der Bilder aus der Sammlung der Napotnik-Galerie, ein Teil der Privatsammlung der heimatkundlichen Sammlung von Zvone A. Čebul und die Gartenbausammlung des Gärtners Alojz Kojc.

## Persönlichkeiten
- Josip Vošnjak (1834–1911), Primararzt und Abgeordneter zum Österreichischen Abgeordnetenhaus
- Mihael Vošnjak (1837–1920), Ingenieur, Realitätenbesitzer und Abgeordneter zum Österreichischen Abgeordnetenhaus